# Avanti Lebbeke
Ne pas confondre avec le HBC Ajax Lebbeke, un autre ancien club de la commune, ni avec l'Elita Lebbeke qui, bien qu'étant l'ancien nom de l' Avanti est l'actuel club représentant Lebbeke tout comme le HBC Brabo Denderbelle. De plus l'équipe dame du Avanti Femina Lebbeke ne doit pas être confondu avec le club du Squadra Femina Lebbeke, un autre club de handball féminin.
Dernière mise à jour : 20 janvier 2022.
Le Avanti Lebbeke ou Handbal Club Avanti Lebbeke, abrégé en Avanti Lebbeke ou en HC Avanti Lebbeke est un ancien club de handball belge basé à Lebbeke puis à Buggenhout dans la Province de Flandre-Orientale.
L'Avanti fut réputé tant pour son équipe homme que pour son équipe dame. En effet, tout d'abord les hommes qui, dans les années 70 et 80, reportèrent deux titres de champion de Belgique ainsi que trois Coupe de Belgique. Les femmes quant à elle, remportèrent deux titres de champion de Belgique dans les années 80.
Il est important de préciser que la section dame de l'Avanti se nommait Avanti Femina Lebbeke avant de se renommer de 1986 jusqu'à sa disparition le Nopri Avnati Lebbeke (s'associant avec la chaîne de magasins Nopri) alors que les hommes se sont nommés de 1983 à 1986, le Boule d'or Lebbeke (s'associant avec la marque de cigarette Boule d'or). La section homme partie par la suite dans la commune voisine et se renomma Avanti Buggenhout avant de disparaître en 1989. La section dame disparaîtra quelques années plus tard.

## Histoire

### 19??-1969: Elita Lebbeke
A l'instar de la Province de Liège, le handball devient un sport très populaire en Province de Flandre-Orientale et surtout dans la Denderstreek où plusieurs grands clubs voient le jour. C'est le cas notamment du Sparta Aalst, du KAV Dendermonde, du EV Aalst, du HBC Brabo Denderbelle ainsi que de l' Elita Lebbeke. C'est donc sous cette appellation que le club débuta dans le monde du handball belge.
Très tôt, lors de la saison 1965/1966, le club réussit à se hisser au premier échelon national dans une compétition dominée par les Liégeois mais où les clubs est-flandriens répondent présent puisqu'on y retrouve l'EV Aalst, le Sparta mais également le KAV Dendermonde. Pour cette première saison, l' Elita fait trembler le handball belge. Alors promu, les Flandriens parviennent à se hisser à la troisième marche du podium derrière le CH Schaerbeek Brussels et le ROC Flémalle.
La saison suivante fut, par contre, assez décevante. Lebbeke ne put rééditer son exploit et termine à la dixième place, premier non relégable. Le club échappe de peu à la relégation, terminant à deux points de son voisin du KAV Dendermonde. Cependant, ce n'est pas sans compter sur ce dernier qui décide de porter plainte auprès du Comité Sportif de l'Union belge de handball (UBH) suspectant l'Elita d'avoir aligné un joueur non affilié. Le Comité Sportif rejette la plainte du KAV, celui-ci décide de faire appel de la décision mais le Comité d'appel rejette lui aussi la plainte. Alors que l'on croit Lebbeke sortir gagnant dans cette affaire nommé Elita Lebbeke versus Dendermonde, le Comité national décide de s'en mêler et fait pression sur le comité d'appel, celui-ci décide alors de réintégrer Dendermonde en Division 1. Toutefois, plusieurs clubs trouvant la décision injuste décident de faire pression sur le Comité d'Appel et l'affaire est reprise depuis le début. Finalement, le Comité National se tourne vers le COIB pour sortir de l'impasse et l'instance olympique belge décide d'envoyer Lebbeke en Division 2.
Bien que descendant en Division 2, l'Elita Lebbeke n'y fit qu'un aller retour et retrouve directement la Division 1 lors de la saison 1968/1969 et réussit à se maintenir pour les saisons qui suivirent.

### 1969-1983: Avanti Lebbeke
En 1969, l' Elita Lebbeke devient désormais l' Avanti Lebbeke, le nom devient réellement effectif lors de la saison 1970-1971 où le club se classe à la cinquième place. Mais, lors de la saison 1971/1972, l'Avanti Lebbeke réussit l'incroyable exploit de remporter le Championnat de Belgique mais aussi de remporter la Coupe de Belgique dans des circonstances assez troubles puisque la saison fut marqué par une crise des clubs liégeois. Il n'en reste pas moins que Lebbeke devient le premier club flandrien à remporter ce fameux titre de Champion et réalise le doublé Coupe-Championnat qui n'avait plus été accompli depuis 1962 à l'époque où le ROC Flémalle dominait le handball belge.
Au sommet du handball belge, la saison 1972/1973 est synonyme d'Europe pour le club est-flandrien. Qualifié en effet en Coupe des clubs champions (C1), l' Avanti Lebbeke se voit confronter aux soviétiques du CSIA Moscou. Malheureusement pour Lebbeke, les futurs champions d'Europe n'en feront qu'une bouché, l' Avanti étant éliminé sur un score total de 50 à 26 (28-12; 14-22). A l'échelon national, cette saison 1972/1973 est à nouveau propice pour les Flandriens qui réussissent à réaliser l'exploit de remporter une seconde fois le Championnat. Néanmoins, l'exploit ne se réalisa pas en ce qui concerne la Coupe de Belgique puisque l' Avanti perdit la finale contre le KV Sasja HC Hoboken d'un seul petit but, 21 à 22.
Ainsi, tout comme la saison 1972/1973, 1973/1974 est aussi une saison européenne pour les flandriens. De fait, l' Avanti redispute la Coupe des clubs champions où il rencontre le Sporting Portugal. Une double confrontation qui débute à Lebbeke où l' Avanti Lebbeke arrive à tenir en échec les portugais grâce à un partage 16 à 16. Malgré cette prestation, les Flandriens ne firent pas le poids à Lisbonne où ils concèdent une défaite de 9 à 16, synonyme d'élimination. Pour ce qui est du Championnat, l' Avanti ne réussit l'exploit des deux dernières saisons et terminent sur la troisième marche du podium, derrière le KV Sasja HC Hoboken et le ROC Flémalle.
Par la suite, l' Avanti rentre dans le rang terminant quatre fois cinquième, régressant même à la sixième place lors de la saison 1977/1978. Cependant, les exploits ne sont pas encore terminés puisqu'en plus d'une convaincante quatrième place lors de la saison 1978/1979, Lebbeke réussit à se hisser pour la troisième fois de son histoire en finale de la Coupe de Belgique. Une finale où l' Avanti s'imposa face au KV Mechelen 23 à 20, empochant son troisième titre de son histoire.
Grâce à ce nouveau trophée, Lebbeke se voit qualifier en Coupe des vainqueurs de coupes (C2) lors de la saison 1979/1980. Une troisième participation en Coupe d'Europe qui opposa le club de Lebbeke aux suisses du BSV Berne mais comme les dernières campagnes européennes, l' Avanti Lebbeke est éliminé malgré un partage à domicile, 24 à 24, le club concède une défaite à l'extérieur 24 à 13. Une saison où l' Avanti termine deuxième du championnat, derrière le Sporting Neerpelt. Lebbeke montre ainsi qu'il reste bien présent dans l'élite du handball et de fait, puisqu'après une quatrième puis une cinquième place lors des deux saisons suivante, l' Avanti parvient à terminer à une seconde place, qualificative en Coupe d'Europe.

### 1983-1989: Boule d'Or Lebbeke puis le déménagement à Buggenhout
C'est sous la marque de cigarette Boule d'Or que l' Avanti Lebbeke, appelé désormais Boule d'Or Lebbeke, débute cette saison 1983/1984. Une nouvelle saison au parfum européen, le club participe en effet à la Coupe de l'IHF. Lors de cette nouvelle campagne européenne, les Flandriens se font éliminer par le club yougoslave du RK Étoile rouge de Belgrade sur un score total de 54 à 37 (30-24;24-13). Au niveau national, le BD Lebbeke termina la saison à la troisième place, derrière le Sporting Neerpelt et l'Initia HC Hasselt.
La saison suivante est marquée par le tout dernier trophée du club, une Coupe de Belgique remportée très nettement face au HC Beyne , 31 à 13. Un trophée qui conduit les Flandriens vers une nouvelle participation en Coupe des vainqueurs de coupes. Cette campagne, bien qu'éliminé au premier tour, constitue peut-être une des meilleures performance de Lebbeke en Coupe d'Europe. En effet, devant affronter le club danois du Hellerup IK Copenhague, Lebbeke parvient à concéder une mince défaite en terre danoise, 22 à 18. Cependant, il n'y aura pas d'exploit à domicile, Lebbeke concédant le nul de 18 partout. Il n'y aura pas non plus d'exploits à l'échelle nationale, Lebbeke ne parvenant à conserver sa Coupe de Belgique et terminant la saison sur la troisième marche du podium, derrière le duo Hasselt-Neerpelt, désormais incontournable en Belgique.
Les saisons suivantes sont assez mauvaises pour Lebbeke. Relégué à la huitième place la saison 1983/1984, traversant une crise, le club déménage dans la commune voisine de Buggenhout et se renomme l' Avanti Buggenhout. Malgré une très notable quatrième place lors de la saison 1987/1988, l' Avanti évite la relégation la saison suivante. La situation est cependant devenu critique et le club décide de ne plus continuer dans ces conditions. Dans un premier temps, les limbourgeois de l'Olympia Heusden sont à maintes fois cités pour reprendre le matricule et ainsi monter un Division 1 mais les négociations échoues. Dans un second temps, une fusion entre l' Avanti et le voisin de l'Ajax Lebbeke est envisagée mais les visions des deux formations divergent quant à la suite des activités. Finalement, le club décide tous simplement de stopper ses activités et son matricule continua de demeurer brièvement au sein l'élite féminine.

### Postérité
Le handball à Lebbeke ainsi qu'à Buggenhout ne cessa pas à la suite de la disparition du club. Deux clubs se trouvaient déjà dans les deux communes flandriennes bien avant la disparition de l' Avanti. Effectivement le Robuco Buggenhout et l'Ajax Lebbeke continuèrent de représenter la région. L'Ajax est en fait né en 1970 de la fusion entre le KAV Dendermonde et le HBC Lebbeke et était le grand rival de l' Avanti avant de devenir son successeur en tant que représentant du handball flandrien en Belgique. Au plus haut niveau dans les années 90 et au début des années 2000, le club finit par être relégué et décide de s'unir avec son voisin du HC Buggenhout (Ancien Robuco) en 2002. Malheureusement la fusion ne durera pas et l'Ajax disparaît en 2003. Néanmoins, un tout nouveau club est fondé en 2003, il s'agit de l'Handbalclub Elita Lebbeke-Buggenhout. Présent sur les deux communes pour perdurer la tradition et la pratique du handball, le nom choisit pour ce tout nouveau club est le tout premier nom de l' Avanti Lebbeke.

### Autres noms portés
| - Homme - Elita Lebbeke : 19??-1969 - SK Avanti Lebbeke : 1969-1983 - Boule d'Or Lebbeke : 1983-1986 - SK Avanti Buggenhout : 1986-1989 | - Femme - SK Avanti Femina Lebbeke : 19??-1986 - SK Nopri Avanti Lebbeke : 1986-1990 |

## Palmarès
Le tableau suivant récapitule les performances de la section homme et femme du SK Avanti Lebbeke dans les diverses compétitions belges et européennes.
| SK Avanti Lebbeke | |
| Compétitions internationales | Compétitions nationales |
| - Coupe des clubs champions - Tour préliminaire : 1972/1973 - Coupe des vainqueurs de coupe - Premier tour : 1979/1980, 1985/1986 - Coupe IHF - Huitièmes de finale : 1983/1984 | - Championnat de Belgique (2) - Champion : 1971/1972, 1972-1973 - Deuxième : 1979/1980, 1982-1983 - Troisième : 1965/1966, 1973-1974, 1983-1984, 1985-1986 - Coupe de Belgique (3) - Vainqueur : 1972, 1979, 1985 - Finaliste : 1973 |
| SK Avanti Femina Lebbeke | |
| Compétitions internationales | Compétitions nationales |
| - Coupe des clubs champions - Tour préliminaire : 1983/1984 - Coupe des vainqueurs de coupe - Huitièmes de finale : 1980/1981 - Coupe IHF - Huitièmes de finale : 1982/1983     | - Championnat de Belgique (2) - Champion : 1982/1983, 1983/1984 - Deuxième : ? - Troisième : ? - Coupe de Belgique - Finaliste : 1981, 1982, 1986                                                                                    |

### Trophées individuels
Trophées individuels des joueurs du SK Avanti Lebbeke
| Handballeur de l'année  |
| - 1983 Dirk Verhofstadt |

### Records
Le SK Avanti Lebbeke:
- évolua 23 saisons en division 1.
- fut deux fois champion d'affilée.
- fut le premier club flamand à réaliser le doublé Coupe-Championnat.
- fut le premier club situé en Province de Flandre-Orientale à remporter le Championnat.
- remporta deux fois le championnat.
- fut trois fois vainqueur de la coupe de Belgique.
- joua dix matchs en Coupe d'Europe.

Le SK Avanti Femina Lebbeke:
- évolua 10 saisons en division 1.
- fut deux fois champion d'affilée.
- fut le premier club situé en Province de Flandre-Orientale à remporter le Championnat.
- remporta deux fois le championnat.
- joua dix matchs en Coupe d'Europe.

## Parcours
| Saison             | Niveau | Division   | Rang     | Coupe     | Europe*           |
| ------------------ | ------ | ---------- | -------- | --------- | ----------------- |
| Elita Lebbeke      |        |            |          |           |                   |
| 1961-1962          | ?      | ?          | ?        | ?         | -                 |
| 1962-1963          | ?      | ?          | ?        | ?         | -                 |
| 1963-1964          | ?      | ?          | ?        | ?         | -                 |
| 1964-1965          | 2      | Division 2 | ?        | ?         | -                 |
| 1965-1966          | 1      | Division 1 | 3e       | ?         | -                 |
| 1966-1967          | 1      | Division 1 | 10e      | ?         | -                 |
| 1967-1968          | 2      | Division 2 | ?        | ?         | -                 |
| 1968-1969          | 1      | Division 1 | 9e       | ?         | -                 |
| SK Avanti Lebbeke  |        |            |          |           |                   |
| 1969-1970          | 1      | Division 1 | ?        | ?         | -                 |
| 1970-1971          | 1      | Division 1 | 5e       | ?         | -                 |
| 1971-1972          | 1      | Division 1 | Champion | Vainqueur | -                 |
| 1972-1973          | 1      | Division 1 | Champion | finaliste | CC:2e tour        |
| 1973-1974          | 1      | Division 1 | 3e       | ?         | CC:1er tour       |
| 1974-1975          | 1      | Division 1 | 5e       | ?         | -                 |
| 1975-1976          | 1      | Division 1 | 5e       | ?         | -                 |
| 1976-1977          | 1      | Division 1 | 5e       | ?         | -                 |
| 1977-1978          | 1      | Division 1 | 6e       | ?         | -                 |
| 1978-1979          | 1      | Division 1 | 4e       | Vainqueur | -                 |
| 1979-1980          | 1      | Division 1 | 2e       | ?         | CVC:1er tour      |
| 1980-1981          | 1      | Division 1 | 4e       | ?         | -                 |
| 1981-1982          | 1      | Division 1 | 5e       | ?         | -                 |
| 1982-1983          | 1      | Division 1 | 2e       | ?         | -                 |
| Boule d'or Lebbeke |        |            |          |           |                   |
| 1983-1984          | 1      | Division 1 | 3e       | ?         | IHF:1/8 de finale |
| 1984-1985          | 1      | Division 1 | 4e       | Vainqueur | -                 |
| 1985-1986          | 1      | Division 1 | 3e       | ?         | CVC:1er tour      |
| Avanti Buggenhout  |        |            |          |           |                   |
| 1986-1987          | 1      | Division 1 | 8e       | ?         | -                 |
| 1987-1988          | 1      | Division 1 | 4e       | ?         | -                 |
| 1988-1989          | 1      | Division 1 | ?        | ?         | -                 |

| Saison                   | Niveau | Division   | Rang     | Coupe     | Europe*               |
| ------------------------ | ------ | ---------- | -------- | --------- | --------------------- |
| SK Avanti Femina Lebbeke |        |            |          |           |                       |
| 1980-1981                | 1      | Division 1 | ?        | finaliste | CVC:1/8 de finale     |
| 1981-1982                | 1      | Division 1 | ?        | finaliste | CVC:1er tour          |
| 1982-1983                | 1      | Division 1 | Champion | ?         | IHF:1/8 de finale     |
| 1983-1984                | 1      | Division 1 | Champion | ?         | CC: Tour préliminaire |
| 1984-1985                | 1      | Division 1 | ?        | ?         | -                     |
| 1985-1986                | 1      | Division 1 | ?        | finaliste | -                     |
| SK Avanti Nopri Lebbeke  |        |            |          |           |                       |
| 1986-1987                | 1      | Division 1 | ?        | ?         | -                     |
| 1987-1988                | 1      | Division 1 | ?        | ?         | IHF:1er tour          |
| 1988-1989                | 1      | Division 1 | ?        | ?         | -                     |
| 1989-1990                | 1      | Division 1 | ?        | ?         | -                     |

## Campagnes européennes
| SK Avanti Lebbeke        |                               |                     |                          |       |        |        |                          |
| Saisons                  | Compétitions                  | Tours               | Club                     | Aller | Totale | Retour | Club                     |
| 1972-1973                | Coupe des clubs champions     | Deuxième tour       | CSIA Moscou              | 28-12 | 50-26  | 22-14  | SK Avanti Lebbeke        |
| 1973-1974                | Coupe des clubs champions     | Premier tour        | SK Avanti Lebbeke        | 16–16 | 25–32  | 9–16   | Sporting Portugal        |
| 1979-1980                | Coupe des vainqueurs de coupe | Premier tour        | SK Avanti Lebbeke        | 24-24 | 37–48  | 13-24  | BSV Berne                |
| 1983-1984                | Coupe IHF                     | Huitièmes de finale | Étoile rouge de Belgrade | 30-24 | 54–37  | 24-13  | SK Avanti Lebbeke        |
| 1985-1986                | Coupe des vainqueurs de coupe | Premier tour        | SK Avanti Lebbeke        | 18-22 | 36–40  | 18-18  | Hellerup IK              |
| SK Avanti Femina Lebbeke |                               |                     |                          |       |        |        |                          |
| Saisons                  | Compétitions                  | Tours               | Club                     | Aller | Totale | Retour | Club                     |
| 1980-1981                | Coupe des vainqueurs de coupe | huitièmes de finale | PLM Conflans             | 20-10 | 45-22  | 25-12  | SK Avanti Femina Lebbeke |
| 1981-1982                | Coupe des vainqueurs de coupe | Premier tour        | SK Avanti Femina Lebbeke | 13-14 | 22-29  | 9-15   | Hapoël Ashkelon          |
| 1982-1983                | Coupe IHF                     | Huitièmes de finale | SK Avanti Femina Lebbeke | 5-19  | 11-37  | 6-18   | Niloc Amsterdam          |
| 1983-1984                | Coupe des clubs champions     | Tour préliminaire   | SK Avanti Femina Lebbeke | 13-14 | 21-34  | 8-20   | ATV Bâle                 |
| 1987-1988                | Coupe IHF                     | Premier tour        | Stockholmspolisens IF    | 22-11 | 41-26  | 19-15  | SK Avanti Femina Lebbeke |

### Clubs rencontrés
| - SK Avanti Lebbeke - Hellerup IK Copenhague - Sporting Portugal - BSV Berne - CSIA Moscou - RK Étoile rouge de Belgrade | - SK Avanti Femina Lebbeke - PLM Conflans - Hapoël Ashkelon - Niloc Amsterdam - Stockholmspolisens IF - ATV Bâle |

## Personnalités

### Joueurs
- Eddy De Smedt
- Dirk Verhofstadt
- Hamsa El Hafi
- Abdel Jaichi[5]
- Jo Van Onsem
- Koen Verhofstadt
- Carlo Vinck